# Ole Degnæs
Ole Christiansen Degnæs (ur. 29 czerwca 1877 w Töcksmark, zm. 27 maja 1943 w Chicago) – norweski strzelec, olimpijczyk.
Uczestnik Letnich Igrzysk Olimpijskich 1912, na których wystartował w dwóch konkurencjach. Zajął 17. miejsce w karabinie wojskowym w dowolnej postawie z 600 m (wśród 85 strzelców). Uplasował się również na 6. pozycji w karabinie wojskowym drużynowo, uzyskując najlepszy wynik w norweskim zespole (startowało 10 drużyn).

## Wyniki

### Igrzyska olimpijskie
| Igrzyska       | Konkurencja                              | Wynik                                         | Miejsce | Źródło |
| -------------- | ---------------------------------------- | --------------------------------------------- | ------- | ------ |
| Sztokholm 1912 | Karabin wojskowy, dowolna postawa, 600 m | 84 pkt.                                       | 17      | [ 2 ]  |
| Sztokholm 1912 | Karabin wojskowy, drużynowo              | 1473 pkt. (druż.) 268 pkt. ind. (70–69–64–65) | 6       | [ 1 ]  |